# Grundlinienraster
Der Grundlinienraster ist ein grafisches Fundament, das die Gestaltung von Zeitschriften, Büchern, Inseraten, Prospekten und anderen Druckerzeugnissen prägt. Fundierte Kenntnisse der Typografie und des Liniensystems sind Voraussetzungen, um einen aus horizontalen Linien bestehenden Grundlinienraster zu konstruieren.
Die Konstruktion des Grundlinienrasters ist ein Arbeitsschritt des Grafikers bei der Erstellung eines Gestaltungsrasters. Beim Aufbau des Grundlinienrasters achtet der Grafiker auf richtige Buchstaben- und Wortzwischenräume sowie auf die Zeilenabstände mit dem entsprechenden Durchschuss. Die horizontalen Abstände des Grundlinienrasters werden von der gewählten Schrift des Fließtextes definiert. Wenn für Marginalspalten, Bildtitel oder Überschriften andere Schriftarten und Schriftgrößen gewählt werden, orientieren sich diese häufig am Grundlinienraster, sodass sie beispielsweise in der ersten Zeile auf dem Grundlinienraster laufen.
Neben dem Grundlinienraster sind weitere Elemente wie etwa die Wahl des richtigen Spaltensystems von Bedeutung, wenn der Grafiker ein neues Druckerzeugnis entwirft. Einige moderne Buchdesigner stellen heute die Notwendigkeit eines festgelegten Seitenrasters immer mehr in Frage und betrachten es als überformalisierte Beschränkung der gestalterischen Freiheit und als Hindernis für eine direkte Beziehung zwischen Autor und Leser.